# Pjotr Jałfimaŭ
Pjotr Jałfimaŭ (bjeloruski: Пётр Ялфімаў), 15. veljače 1980.) je pjevač i skladatelj koji je predstavljao Bjelorusiju na Euroviziji 2009. s pjesmom Eyes That Never Lie. Pobijedio je na nacionalnom izboru 19. siječnja s 11,475 glasova. U polufinalu je osvojio 13. mjesto s 25 bodova, te nije uspio proći u finale.
Godine 2004. je pobijedio na Slavianski Bazaaru u Vitebsku. Od 1999. do 2007. je igrao popularnu studentsku igru KVN. Igrao je za dvije ekipe od kojih je sa svakom pobijedio (1999. i 2001.). Godine 2006. se nije natjecao, ali je 2007. pobijedio na super kupu u Sočiju.